# Palissandro

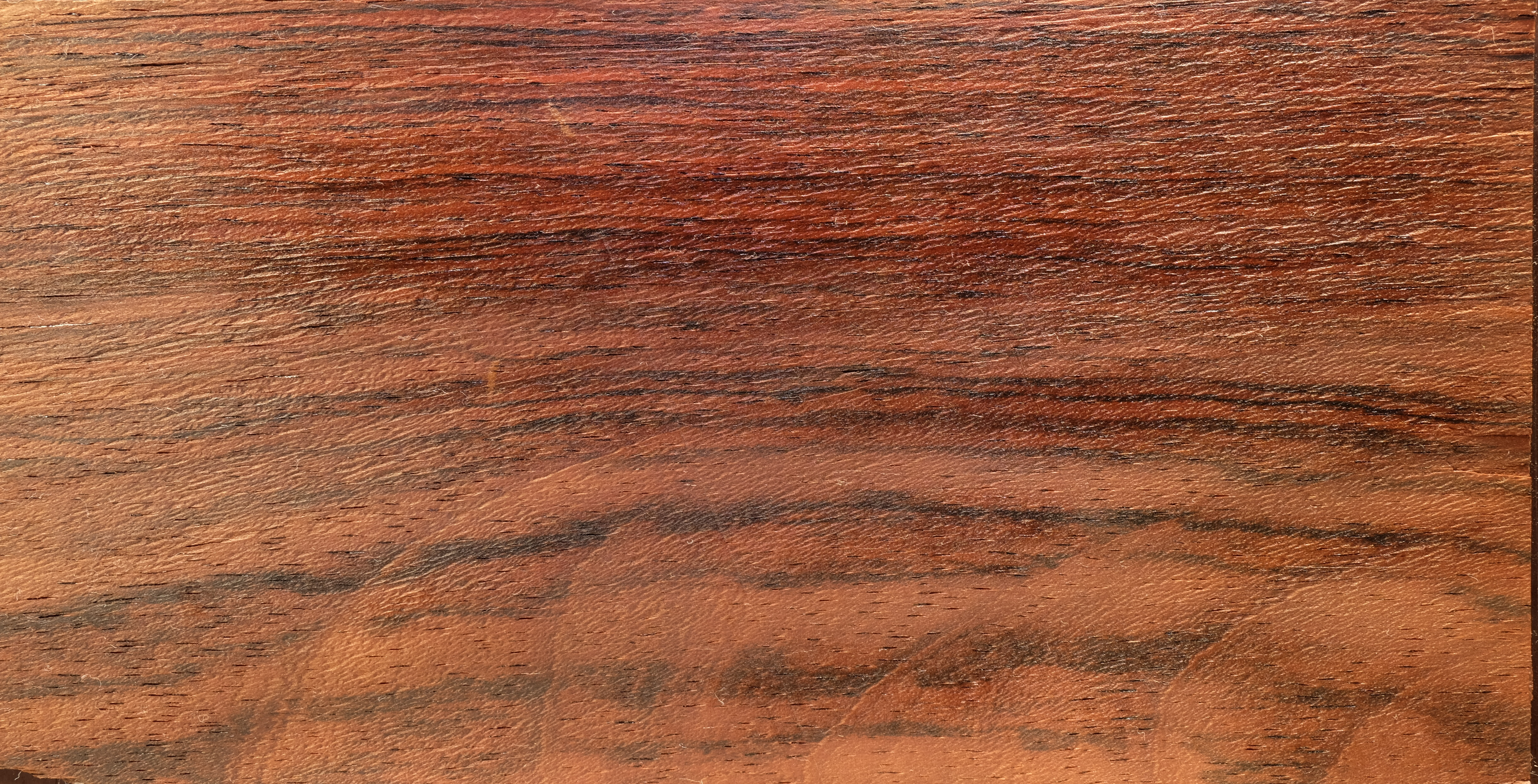
Palissandro brasiliano (Dalbergia nigra)

Il palissandro è un legname pregiato derivato dagli alberi appartenenti al genere Dalbergia. Con lo stesso termine possono in alcuni casi venire indicate specie appartenenti a generi diversi, come a esempio il Machaerium scleroxylon e l'Ocotea cernua.

## Qualità
Il legname solitamente si presenta duro, resistente, di porosità abbastanza elevata e di colore marrone (molto variabile anche tra piante della stessa specie) con striature nerastre. Ha un odore dolciastro molto persistente e per questo viene anche detto legno di rosa (rosewood in lingua inglese o bois de rose in francese). Viene utilizzato per la produzione di mobili, parquet, impiallacciature, stecche da biliardo, pezzi (neri) degli scacchi, nella costruzione di strumenti musicali, per la realizzazione di guancette per revolver da collezione a tiratura limitata. Infine per l'estrazione di olio essenziale usato in farmacia.

## Nella costruzione di mobili
Le specie più usate per la costruzione dei mobili sono la Dalbergia nigra e la Dalbergia latifolia . Esistono molte altre specie usate di palissandro che crescono nell'Asia del sud, in Africa e nell'America centrale e meridionale.
Impropriamente viene chiamato palissandro anche il legno fornito da specie del genere Jacaranda: probabilmente poiché in origine il palissandro in Brasile era chiamato jacarandá, nome che poi passò ad indicare il genere delle piante bignoniacee.

## L'olio essenziale
Distillato in corrente di vapore dalle scaglie di legno, l'olio essenziale di palissandro viene impiegato, soprattutto come essenza, nell'industria cosmetica, per la produzione di saponi da toeletta, deodoranti e profumi.

## Strumenti musicali
Il legno di palissandro è usato per la costruzione di alcuni strumenti musicali come il fagotto, il controfagotto, la marimba e lo xilofono. Il legno usato deve essere molto compatto per avere una buona risonanza. Per la costruzione di piccoli particolari, il palissandro viene usato anche nel violino, negli archi in genere e nelle armoniche a bocca. Viene inoltre usato nella chitarra per fondo, fasce e tastiera.
Infine, le sue qualità (tanto estetiche quanto sonore) sono sfruttate pure per la costruzione di rullanti o per rifinire intere batterie.